# Lars Mæhle
Lars Mæhle (ur. 6 stycznia 1971 w Sunndalsøra, Norwegia)  – norweski pisarz, autor książek dla dzieci i młodzieży. W 2002 zadebiutował książką Keeperen til Tunisia.

## Nagrody i wyróżnienia
- 2009: Książka Landet under isen nominowana do Brageprisen